# Friedrich Golling
Friedrich Golling (11 novembre 1883 – 11 ottobre 1974) è stato uno schermidore austriaco, vincitore di una medaglia d'argento nella scherma ai giochi olimpici.